# 胡克鎮區 (內布拉斯加州蓋奇縣)
胡克鎮區（英語：Hooker Township）是位於美國內布拉斯加州蓋奇縣的一個行政鎮區。

## 地方資料
胡克鎮區的面積為88.42平方千米，當中陸地面積為87.65平方千米，而水域面積為0.77平方千米。根據2020年美國人口普查的數據，當地共有人口163人，而人口密度為每平方千米1.84人。